# That's What I Say: John Scofield Plays the Music of Ray Charles
That's What I Say: John Scofield Plays the Music of Ray Charles è un album in studio del musicista jazz statunitense John Scofield, pubblicato nel 2005. Si tratta di un album tributo a Ray Charles.

## Tracce
1. Busted – 6:31 (Harlan Howard)
2. What'd I Say – 6:18 (Ray Charles)
3. Sticks and Stones – 3:44 (Henry Glover, Titus Turner)
4. I Don't Need No Doctor – 4:30 (Jo Armstead, Nick Ashford, Valerie Simpson)
5. Cryin' Time – 1:33 (Buck Owens)
6. I Can't Stop Loving You – 4:48 (Don Gibson)
7. Hit the Road Jack – 5:29 (Percy Mayfield)
8. Talkin' 'bout You/I Got a Woman – 5:50 (Ray Charles)
9. Unchain My Heart (Part 1) – 5:05 (Robert Sharp, Teddy Powell)
10. Let's Go Get Stoned – 3:29 (Armstead, Ashford, Simpson)
11. Night Time Is the Right Time – 4:57 (Lew Herman)
12. You Don't Know Me – 4:57 (Cindy Walker)
13. Georgia on My Mind – 8:10 (Hoagy Carmichael, Stuart Gorrell)